# Uënsdei
Uënsdei är en spansk (katalansk) popgrupp, bildad 2007 i Lleida under namnet Wednesday Lips. Man har sedan starten producerat fyra fullängdsalbum samt ett par EP-utgåvor. Musiken har inspirerats av intim 90-talspop och folkpop, mestadels sjungen på engelska men senare allt oftare på katalanska.

## Historia
Wednesday Lips bildades 2007 i Lleida. Under sin karriär har man därefter växlat mellan Barcelona och Lleida, som bas för sina aktiviteter, och man är del av det på senare år livaktiga musiklivet i Lleida. Den ursprungliga inspirationen till gruppens lågmälda och intima popmusik kom från melodisk 90-talsmusik och anglosaxisk folkpop. Viss påverkan togs också från 1900-talets singer-songwriter-musik och protestsånger.
Den två sångerskor starka kvintetten debuterade 2010 med EP:n Season I: Songs to Spend a Sunday Morning in the Forest. Två år senare anlände Season II: Side A, "Songs to Spend a Rainy Afternoon Watching Through the Window, följd året därpå av Season II: Side B, "Songs to Spend the Night Sharing a Bottle of Wine – båda som sju låtar långa album med sång på engelska.
2014 släpptes singeln "Season II: El millor regal" ('Säsong II: Den bästa presenten'), ett katalanskspråkigt bidrag till den konsekvent namngivna utgivningen. Senare under året presenterade man albumet Season III: How to Be Awake Until Dawn, en låtsamling som återigen var på engelska.
Tre år senare återkom Wednesday Lips med Cançons per fer i desfer, en EP med alla fyra låtarna på katalanska.
2020 relanserade gruppen sig i en ny förpackning, under namnet Uënsdei – en katalanskt fonetisk stavning av engelskans 'Wednesday'. I juni samma år kom albumet Mudança ('Flytt'), en samling med 13 låtar i samma stil som tidigare, fast nu på katalanska. En av låtarna på skivan är en cover efter Ani Difranco, en av gruppens inspirationskällor. Gruppen har även fortsatt Mònica Guiteras som frontsångare, uppbackad av Núria Comas.

## Diskografi

### som Wednesday Lips
- Season I: Songs to Spend a Sunday Morning in the Forest (EP; Record Union, 2010)
- Season II: Side A, "Songs to Spend a Rainy Afternoon Watching Through the Window (egenutgiven, 2012)
- Season II: Side B, "Songs to Spend the Night Sharing a Bottle of Wine (egenutgiven, 2013)
- "Season II: El millor regal" (singel; egenutgiven, 2014)
- Season III: How to Be Awake Until Dawn (egenutgiven, 2014)
- Cançons per fer i desfer (EP; egenutgiven, 2017)

### som Uënsdei
- Mudança (La Catenària, 2020)

## Filmografi
- Season II: Reasons to Stay (el documental) (DVD, 2014)